# Marcus Mascianus
Marcus Mascianus ist der Name des römischen Besitzers eines antiken Silbergefäßes.
Er ist einzig bekannt aus der eingepunzten Inschrift unter dem äußersten Rand einer teilvergoldeten Silberschale: M(arci) Mascian(i) p(ondo) VII s(emis) ((:fünf Punkte)).
Das Gefäß wurde 1811 zusammen mit zwei weiteren in Falerii Novi bei Civita Castellana gefunden und gelangte in das Archäologischen Nationalmuseum in Neapel. Seit 2022 sind die beiden Gefäße im Museo Archeologico dell'Agro Falisco in Civita Castellana ausgestellt.
Angenommen wird häufig, dass Marcus Mascianus der Silberschmied war, der die Schale herstellte. Da es sich jedoch um ein hellenistisches Stück des 2. Jahrhunderts v. Chr. aus dem Osten handelt, dürfte es sich bei ihm um den römischen Besitzer handeln.